# AEK Energie
Die AEK Energie AG mit Sitz in Solothurn war ein Schweizer Energieversorgungsunternehmen. Sie wurde 1894 als Gesellschaft des Aare- und Emmenkanals gegründet und 1994, anlässlich ihres 100. Geburtstages, in AEK Energie AG umbenannt. Das Unternehmen beschäftigte 233 Mitarbeiter und erwirtschaftete 2014 einen konsolidierten Umsatz von 143 Millionen Schweizer Franken.
Als grösste Stromversorgerin am Jurasüdfuss versorgte AEK Energie in der Region Solothurn und Oensingen rund 40'000 Haushalte, Industrie- und Gewerbebetriebe mit insgesamt 1’392 GWh Strom pro Jahr. Dieser wurde mehrheitlich von Alpiq und BKW bezogen.

## Geschichte
Die Entstehung der AEK steht in engem Zusammenhang mit der Einführung der Elektrizitäts-Versorgung in der Region Solothurn. Am 10. August 1891 erfolgte der Spatenstich zum ersten grösseren Kraftwerk im Kanton Solothurn, dem Wasserkraftwerk Luterbach. Es sollte angetrieben werden durch den sog. Aare-Emmen-Kanal, ein Kanal, der parallel zur Aare vom bereits existierenden Emmekanal bis zur Wilihof-Brücke gegraben wurde. Er wurde gespiesen zum einen von der Aare selber und zum anderen vom Emmekanal. Der Bau des Kraftwerks war 1893 vollendet, dessen volle Inbetriebnahme erfolgte dann 1894, im Gründungsjahr der Eigentümerin AEK, die zu dessen Betrieb gegründet worden war.
Die sechs Turbinen des Kraftwerks leisteten je 140 PS, was eine Gesamtleistung von 840 PS ergab. Das Werk hatte anfänglich drei Abnehmer der erzeugten Energie:
- eine Aluminium-Fabrik, die direkt am Kraftwerk angebaut war,
- die nur unweit weg liegende Zement-Fabrik Wilihof (heute Vigier-Zement), deren Antrieb über (von aussen her sichtbare) Drahtseil-Transmission von einer der Turbinen her erfolgte,
- die weiter weg liegende Kammgarn-Spinnerei Derendingen, die über eine Freileitung als einzige mit Strom (und nicht per mechanischem Antrieb) versorgt wurde.

Das Kraftwerk wurde 1968, im Zusammenhang mit der Inbetriebnahme des wesentlich leistungsstärkeren Aare-Kraftwerks Flumenthal, ausser Betrieb genommen. Vom Aare-Emmen-Kanal ist heute nichts mehr zu sehen, hingegen existiert das Turbinengebäude neben der Wilihof-Brücke nach wie vor (vergleiche auch Juragewässerkorrektion).
Die mit Unterstützung von Zürcher Finanzkreisen gegründete AEK ging 1899 in ihrer Mehrheit an eine deutsche Firma über. 1916 kamen die Aktien der AEK und EW Wangen wieder in schweizerischen Besitz. Die BKW übernahm massgeblich die Aktien. 1921 übernahm die AEK von BKW und EW Wangen Verteilanlagen im oberen Kantonsteil und versorgte unter anderem die Eisenwerke, die Cellulose und die Papierfabriken Balsthal und Biberist mit Strom. 1926 wurde die Kraftzentrale Luterbach umgebaut. Die Stromproduktion wurde verfünffacht. 1928 übernahm das EW Olten-Aarburg die Hälfte der AEK-Aktien in BKW-Besitz und damit mehr als einen Drittel. Zwischen BKW, EW Olten-Aarburg und AEK wird der «Dreiervertrag» abgeschlossen. Dieser Vertrag hielt bis 2016, bis Alpiq an BKW verkaufte. 1931 wurde Burgäschi wird elektrifiziert. Die AEK versorgte nun 41 Gemeinden mit Strom. Wegen des Baus des Kraftwerkes Flumenthal wurde das Kraftwerk Luterbach 1968 ausser Betrieb genommen. Ab 1976 bezog die AEK auch Strom auch von der Kebag Zuchwil. 1993 nahm die AEK in Zuchwil ein Blockheizkraftwerk in Betrieb. 
2016 kaufte die BKW den AEK-Aktienanteil der Alpiq und unterbreitete den anderen AEK-Aktionären ein Übernahmeangebot. 2022 schlossen sich die Verteilnetzbetreiberinnen AEK und onyx mit der BKW zusammen. Die Stromkunden erhielten die Rechnung nun von der BKW. Im Handelsregister wurde der Name AEK Energie gelöscht. Der Name AEK AG wurde als ein Unternehmen der BKW beibehalten.